# United Farmers of British Columbia
Le United Farmers of British Columbia ((fr) Fermiers unis de la Colombie-Britannique) est une ancienne union paysanne fondé en 1917 en Colombie-Britannique au Canada. 
Contrairement à plusieurs organisations similaires des United Farmers dans les autres provinces, les United Farmers de la Colombie-Britannique ne devient pas à proprement dit un parti politique à part entière. Néanmoins, deux candidats se présentent sous cette étiquette lors de l'élection provinciale de 1920 (en) dans les circonscriptions de Kamloops et de North Okanagan. 
Le parti contribuera à la fondation du Parti provincial de la Colombie-Britannique peu avant l'élection provinciale de 1924 (en).